# Баймирза (Акжарський район)
Баймирза́ (каз. Баймырза) — село у складі Акжарського району Північноказахстанської області Казахстану. Адміністративний центр Улькен-Караойського сільського округу.
До 2021 року село називалось Комунізм.
Населення — 215 осіб (2021; 443 у 2009, 987 у 1999, 1472 у 1989).
Національний склад станом на 1989 рік:
- росіяни — 39 %
- казахи — 38 %.